# 岐阜県立海津明誠高等学校

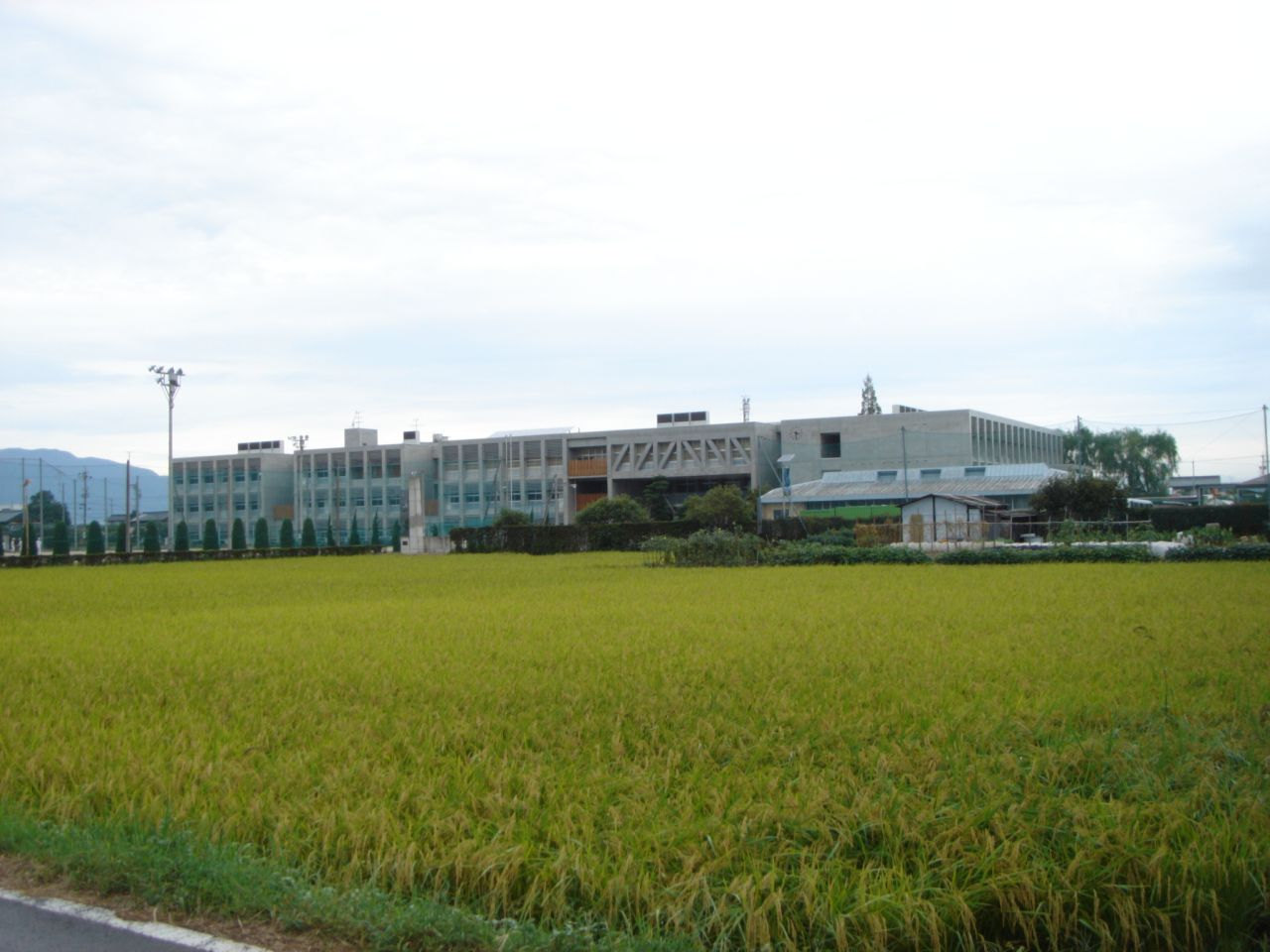
海津明誠高校

岐阜県立海津明誠高等学校（ぎふけんりつ かいづめいせいこうとうがっこう）は、岐阜県海津市海津町高須町11-1にある公立高等学校。
2005年（平成17年）に岐阜県立海津高等学校と岐阜県立海津北高等学校が統合されて岐阜県立海津明誠高等学校が開校した。2007年（平成19年）に新校舎が完成した。

## 設置学科
ぎふ総合型選択制高等学校に指定されており、所属学科だけでなく他学科の授業も選択できるようになっている。
- 全日制課程
  - 普通科
  - 情報処理科
  - 生活福祉科

## 沿革
海津明誠高等学校の開校年は2005年（平成17年）であるが、前身校の旧制海津中学校および海津高等女学校の開校年は1921年（大正10年）であるため、2010年（平成22年）には創立90周年が祝われた。
- 2005年（平成17年）4月 - 岐阜県立海津高等学校と岐阜県立海津北高等学校が統合され、岐阜県立海津明誠高等学校が開校。普通科は海津校舎【旧海津高校校舎】、情報処理科と生活福祉科は海津北校舎【旧海津北高校校舎】で学習する。
- 2007年（平成19年） -  海津校舎に新校舎（本館棟・商業生活産業棟）が完成し完全移転。海津北校舎を廃止。

なお、旧海津北校舎は改修され、岐阜県立海津特別支援学校として運用されている。

## 部活動

### 実績
ヨット部はインターハイや国体で全国優勝するほどの強豪である。ほかにもウエイトリフティング部、電算部、ワープロ部が全国大会に出場している。

### 運動系部活動
- 陸上競技部
- 硬式野球部
- バスケットボール部
- バレーボール部
- ソフトボール部
- ヨット部
- ウエイトリフティング部
- バレーボール部
- バスケットボール部
- テニス部
- ソフトテニス部
- 少林寺拳法部

### 文化系部活動
- 書道部
- 吹奏楽部
- 演劇部
- 美術部
- 茶華道部
- 電算部
- ワープロ部
- 珠算部
- クリエイティブ部

### 問題
文部科学省が策定した学習指導要領においては、課外活動である部活動の出欠は所属部員生徒の自由意志で、部活動の入退は生徒本人の任意であるとされる。
2013年（平成25年）8月、1年生男子バスケットボール部員が非常勤講師である女性コーチから暴言を繰り返されて自殺した。生徒の両親は岐阜県を相手取って損害賠償を求め、岐阜地方裁判所に提訴した。同部では顧問教員が部員生徒に対する入退部の権限を持ち、学校教育法11条に抵触する指導も常態化していたとされる。

## 進路状況
多くの生徒が進学をしている。

## アクセス
- 名阪近鉄バス（海津線高須行き）「主水橋」下車より徒歩で約5分。
- 海津市コミュニティバス
  - 海津羽島線、お千代保稲荷線「馬目西方」[2][3]より徒歩で約5分。
  - 南幹線、大須発お千代保稲荷経由駒野駅行き「海津明誠高校口」[3][4]より徒歩。